# Doryodes insularia
Doryodes insularia là một loài bướm đêm trong họ Erebidae.